# Særligt udsatte almene boligområder
Særligt udsatte almene boligområder (ofte kaldt "ghettoer") er kvarterer med almene boligforeninger, der er præget af forhold som relativt lav beskæftigelse, relativt lave indkomster, relativt høj kriminalitet og ofte koncentrationer af særlige etniske grupper. Sådanne særligt udsatte byområder er almindeligt kendte i mange lande, således i USA (black ghettoes).
I en dansk sammenhæng fik fænomenet stor opmærksomhed i forbindelse med indvandrings- og integrationsdebatten fra slutningen af 1900-tallet, og siden 2010 har Danmark haft en officiel liste over sådanne udsatte boligområder. Denne liste er siden blevet opdateret hvert år. I 2013 og 2018 blev kriterierne ændret. I årene 2018-2020 skelnede listen officielt mellem tre kategorier af boligområder, nemlig "udsatte boligområder", "ghettoer" og "hårde ghettoer". I 2021 blev benævnelsen af de forskellige kategorier ændret, så ghettobetegnelsen blev afskaffet, og en fjerde kategori blev indført, så der derefter sondres mellem "forebyggelsesområder", "udsatte boligområder", "parallelsamfund" og "omdannelsesområder". 
I 2024 var der 12 udsatte områder. Af disse opfyldte de 8 den officielle danske definition på at være et parallelsamfund, og af disse igen opfyldte 7 definitionen på et omdannelsesområde. Antallet af udsatte områder, parallelsamfund og omdannelsesområder er dermed faldet betydeligt siden indførelsen af tredelingen i 2018. Desuden var der i 2024 63 forebyggelsesområder.

## Historie
I 2004 fik den danske regering for første gang en officiel "ghettostrategi", som siden er blevet fulgt op af en række senere udspil på området fra skiftende regeringer. I 2010 blev der i forbindelse med en ny 32-punkts handlingsplan udarbejdet officielle kriterier for, hvad der kendetegner en dansk "ghetto", og der blev udarbejdet en liste med 29 almene boligområder, der faldt ind under disse kriterier. Siden er der hvert år blevet offentliggjort en opdateret liste over boligområder med særlige udfordringer i beboersammensætningen. De konkrete kriterier er dog siden indførelsen i 2010 blevet ændret i 2013 og 2018, og i 2021 blev benævnelsen ændret og en ekstra kategori af boliger tilføjet.
I årene 2015-2020 var listens officielle titel "ghettoliste". I juli 2019 meddelte den nyudnævnte boligminister Kaare Dybvad, at han fremover ikke ville gøre brug af ordet "ghetto" om boligområderne for ikke at stemple beboerne, som blev påvirket negativt af udtrykket. Ordet ville dog fortsat blive brugt de steder, hvor det direkte fremgår af den officielle lovgivning. I forbindelse med en revision af lovgivningen i 2021 blev betegnelsen ændret, så ordet "ghetto" forsvandt fra den officielle sprogbrug. De fire forskellige kategorier af boligområder, der fra dette år opereres med, navngives henholdsvis forebyggelsesområder, udsatte boligområder, parallelsamfund og omdannelsesområder.

## Kriterier

### De oprindelige kriterier i 2010
I den første officielle ghettoliste fra 2010 blev områderne udpeget af Socialministeriet på baggrund af tre parametre med grænseværdier. En ghetto var defineret ved at have mindst 1.000 indbyggere og opfylde to af følgende tre punkter:
- Andelen af beboere i alderen 18-64 år, der er uden tilknytning til arbejdsmarkedet eller uddannelse, overstiger 40 pct. i gennemsnit over de seneste fire år.
- Antal dømte for overtrædelse af straffeloven, våbenloven eller lov om euforiserende stoffer pr 10.000 beboere på 18 år og derover er over 270 personer, opgjort som gennemsnit over de seneste fire år.[2]
- Andelen af indvandrere og efterkommere fra ikke-vestlige lande overstiger 50 pct.

Hvis mindst to af parametrene var over grænseværdien, kom området med på listen.
Disse kriterier skulle ses som en anerkendelse af, at problemerne i første hånd hang sammen med de mennesker, som boede i områderne, og ikke så meget med boligerne eller husene i sig selv. Mange af boligområderne er kun få årtier gamle.

### Ændringer af kriterierne i 2013
I 2013 blev kriterierne udvidet til at inddrage faktorerne uddannelse og indkomst. Fremover ville et alment boligområde optræde på ghettolisten, hvis det havde mindst 1.000 indbyggere og faldt ind under tre af de følgende fem kriterier:
- Andelen af 18-64-årige uden tilknytning til arbejdsmarkedet eller uddannelse overstiger 40 procent (gennemsnit for de seneste to år).
- Antal dømte for overtrædelse af straffeloven, våbenloven eller lov om euforiserende stoffer overstiger 2,70 procent af beboere på 18 år og derover (gennemsnit for de seneste to år).
- Andelen af beboere i alderen 30-59 år, der alene har en grunduddannelse (inkl. uoplyst uddannelse), overstiger 50 procent af samtlige beboere i samme aldersgruppe.
- Den gennemsnitlige bruttoindkomst for skattepligtige i alderen 15-64 år i området eksklusive uddannelsessøgende er mindre end 55 procent af den gennemsnitlige bruttoindkomst for samme gruppe i regionen.
- Andelen af indvandrere og efterkommere fra ikke-vestlige lande overstiger 50 procent.

### Ændringer af kriterierne i 2018

#### Baggrund
I sin nytårstale 1. januar 2018 annoncerede statsminister Lars Løkke Rasmussen, at han ønskede at få ghettoerne afviklet, bl.a. ved at nedrive nogle af de eksisterende bygninger og sprede beboerne ved genhusning i forskellige områder. Forhandlinger om en ny politisk aftale om udsatte almene boligområder blev derfor et af forårets vigtige politiske spørgsmål. Samtidig havde kriminaliteten både i de hidtidige ghettoområder og i landet som helhed været kraftigt faldende i en årrække, så der i starten af 2018 kun var 2 ud af de 22 ghettoer, der levede op til kriminalitetskriteriet på den såkaldte ghettoliste, mens tallet syv år tidligere havde været 25 ud af 29. Regeringen blev også i foråret 2018 kritiseret for at anvende forældede tal i beregningen af indvandrernes uddannelsesniveau. Det skyldtes, at alle indvandrere i opgørelserne var blevet placeret i kategorien "Kun grundskole" - altså lav uddannelse - med mindre de havde taget en uddannelse i Danmark, sådan at de uddannelser, som indvandrerne havde taget med sig fra hjemlandet, ikke indgik i beregningen. Danmarks Statistik og Rockwool Fonden udarbejdede i 2017 en ny undersøgelse af indvandrernes uddannelsesbaggrund, som ville medføre en halvering af områderne på ghettolisten, hvis disse nye tal skulle lægges til grund.
Efter politiske forhandlinger i foråret indgik regeringen, Socialdemokratiet, Dansk Folkeparti og Socialistisk Folkeparti en ny aftale, der udover en række andre initiativer på området igen ændrede på kriterierne for at udpege særlige områder. Specifikt blev to af de fem kriterier, nemlig med hensyn til uddannelse og kriminalitet, ændret, sådan at kun dokumenterede uddannelser, der er taget eller godkendt i Danmark, medregnes, og kriminalitetsniveauet fremover opgøres relativt i forhold til udviklingen i kriminaliteten på landsplan i stedet for som et absolut antal dømte pr. 1.000 indbyggere som tidligere. Da uddannelseskriteriet blev mere snævert med de rensede data, ændredes kriterieværdien samtidig fra 50 pct. til 60 pct. Derudover blev der indført en helt ny inddeling, idet man fremover opererer med tre forskellige grupperinger af boligområder: "udsatte områder", "ghettoområder" og "hårde ghettoområder".

#### De nye kriterier
Derefter lød de fem kriterier:
- Andelen af 18-64-årige uden tilknytning til arbejdsmarkedet eller uddannelse overstiger 40 procent (gennemsnit for de seneste to år).
- Andelen af beboere dømt for overtrædelse af straffeloven, våbenloven eller lov om euforiserende stoffer udgør mindst 3 gange landsgennemsnittet opgjort som gennemsnit over de seneste to år.
- Andelen af beboere i alderen 30-59 år, der alene har en grunduddannelse, overstiger 60 pct. af samtlige beboere i samme aldersgruppe.
- Den gennemsnitlige bruttoindkomst for skattepligtige i alderen 15-64 år i området eksklusive uddannelsessøgende er mindre end 55 pct. af den gennemsnitlige bruttoindkomst for samme gruppe i regionen.
- Andelen af indvandrere og efterkommere fra ikke-vestlige lande overstiger 50 procent.

Udsatte boligområder defineredes som almene boligområder med mindst 1.000 beboere, der opfylder mindst to af de første fire nævnte kriterier. Ghettoer blev defineret som udsatte boligområder, der desuden opfylder det femte kriterie. Områder, der havde stået på ghettolisten i mindst de fire seneste år, betegnedes fremover som "hårde ghettoområder". Indførelsen af de nye kriterier betød i sig selv, at antallet af ghettoer steg fra 22 til 30, hvoraf 16 var såkaldt hårde ghettoer. I alt var der i maj 2018 55 udsatte boligområder efter den nyskabte definition. Ved opdateringen af listen i 2018 blev tallene justeret til 43 udsatte boligområder, 29 ghettoer og 15 hårde ghettoer. Ved den næste opdatering af listen i december 2019 var tallene faldet til 40 udsatte områder og 28 ghettoer, hvoraf 15 fortsat opfyldte definitionen som hårde ghettoer.

### Ændringer i 2021
I juni 2021 indgik et folketingsflertal bestående af regeringspartiet Socialdemokratiet, Venstre, Dansk Folkeparti, SF, de konservative og Liberal Alliance en ny aftale med overskriften "Blandede boligområder – næste skridt i kampen mod parallelsamfund". Aftalens formål var at være med til at sikre, at beboere med ikke-vestlig baggrund højst kommer til at udgøre 30 procent i alle boligområder i Danmark i 2030. Aftalen ændrede ikke på kriterierne for de hidtidige særligt udpegede grupper af almene boliger, men ændrede den sproglige betegnelse. Det, der hidtil var blevet defineret som "ghettoområder", blev med den nye aftale betegnet "parallelsamfund", og de hidtidige "hårde ghettoområder" blev omdøbt til "omdannelsesområder". Samtidig blev der indført en ny kategori kaldet "forebyggelsesområder". De er karakteriseret ved, at der er tale om almene boligområder med mindst 1.000 indbyggere, hvor andelen af indvandrere og efterkommere med ikke-vestlig oprindelse overstiger 30 pct., og som opfylder mindst to af disse fire kriterier:
- Mindst 30 pct. af beboere i alderen 18-64 år er uden tilknytning til arbejdsmarkedet eller uddannelse, opgjort som gennemsnittet over de seneste to år.
- Mindst dobbelt så mange som landsgennemsnittet blandt beboerne er dømt for overtrædelse af straffeloven, våbenloven eller lov om euforiserende stoffer, opgjort som gennemsnittet over de seneste to år.
- Mindst 60 pct. af beboere i alderen 30-59 år har alene en grundskoleuddannelse.
- Den gennemsnitlige bruttoindkomst for skattepligtige i alderen 15-64 år i området eksklusive uddannelsessøgende er mindre end 65 pct. af den gennemsnitlige bruttoindkomst for samme gruppe i regionen.

Forebyggelsesområderne er dermed en mere omfattende kategori end de hidtidige. I 2021 var der i alt 62 forebyggelsesområder. Samtidig var der 20 udsatte områder. Heraf var 12 parallelsamfund ifølge den nye definition heraf, og af disse var 10 omdannelsesområder. I 2024 var der 63 forebyggelsesområder, mens antallet af udsatte områder var faldet til 12, antallet af parallelsamfund til 8, og omdannelsesområderne var faldet til 7.

## Problemer og løsninger

### Arbejdsløshed
Undersøgelser fra tilsvarende boligområder i blandt andet Liverpool har vist, at arbejdsløshed ofte har en stærk indflydelse på områdernes udvikling. Arbejdsløshed indebærer to ting:
1. lave eller manglende indkomster og
2. manglende meningsfuld beskæftigelse i dagtimerne.

Under sådanne forhold gribes mennesker somme tider af desperation og vælger som nødløsninger:
- enten kriminalitet i enhver form for at skaffe sig (større) indkomster[21],
- eller at omsætte deres desperation i destruktiv virksomhed (hærværk, vold)[22].

Disse tendenser kan forstærkes i form af gruppedannelser ("bander"), hvor de ramte forstærker hinanden i deres desperation og vænner sig til at betragte selv den meningsløse vold og ødelæggelse som selvhævdelseskriterium.

### Indvandrere og efterkommere fra ikke-vestlige lande
I den danske integrationsdebat nævnes ofte frygten for, at der i boligområder med en stor koncentration af indvandrere og efterkommere kan opstå parallelsamfund - det vil sige samfund, der eksisterer ved siden af det omgivende flertalssamfund med andre religiøse, sociale eller kulturelle normer. Bekymringen gælder især for koncentrationen af indvandrere og efterkommere fra ikke-vestlige lande, hvorfor koncentrationen heraf indgår som et særligt kriterium for udpegelsen af de udsatte boligområder.

### Løsninger
Forskere og politikere har foreslået forskellige muligheder for at løse eller formindske problemerne i de udsatte boligområder. I forbindelse med udarbejdelsen af den første officielle danske ghettoliste i 2010 offentliggjorde regeringen en 32-punkts-plan med forslag inddelt i fem hovedområder:
1. Skabelse af mere attraktive boligområder, der kan bryde isolationen
2. Bedre balance i beboersammensætningen
3. En styrket indsats for børn og unge
4. Væk fra passiv forsørgelse på offentlige ydelser
5. Bekæmpelse af socialt bedrageri og kriminalitet

## Kritik
Den officielle udpegelse af moderne danske "ghettoer" mødte kritik nogle steder i offentligheden. Såvel udarbejdelsen af listerne som sådan som brugen af ordet "ghetto" er af nogle blevet vurderet som stigmatiserende. I 2010 udtrykte således tre af landets politidirektører betænkeligheder ved den nye sprogbrug. Eksempelvis sagde politidirektør Jørgen Illum, der var ansvarlig for Gellerup-området, at politikerne overreagerede:"Når man bruger vendinger som ghettoer, lovløse tilstande og udtaler, at politiet skal erobre områder, så giver det en opfattelse, der ikke svarer til virkeligheden." Den fynske politidirektør Poul Løhde sagde i samme interview: "At bruge ordet ghetto er at give ballademagerne for meget status. Vi skal ikke udnævne dem til ejerne af en ghetto, for så kan de tænke, at nu har de vundet et område, og det er der de bestemmer." Direktøren for Brabrand Boligforening Keld Laursen udtalte tilsvarende ved offentliggørelsen af ghettolisten for 2017, at det er fornuftigt at undersøge, hvilke områder der er særligt udsatte for sociale problemer for at kunne gribe ind, men kaldte det uklogt og absurd at stemple områderne som ghettoer.
Tilsvarende mente den franske sociolog og professor ved University of California, Berkeley Loïc Wacquant under et besøg i Danmark i 2013, at "Jeg forstår ikke, at I udarbejder ghettolister i Danmark – eller lister over socialt udsatte områder, som de officielt bliver kaldt. Det er ødelæggende for de 33 boligområder. For hvad sker der, når vi kalder et område for en ghetto? Beboere med job, de veluddannede og de med ressourcer flytter væk så snart, de kan komme til det. For hvem har lyst til at sige på arbejdet, til en jobsamtale eller på studiet, at man bor i en ghetto? På den måde straffer man de velfungerende beboere i de udsatte områder, og tilbage står de svageste, de syge og de kriminelle. Min opfordring til de danske politikere er derfor: Drop jeres syge ghettolister".
I 2020 skrev 56.000 borgere under på et borgerforslag om at ophæve loven om nedrivning og salg af almene boliger og afskaffe de såkaldte ghettolister. Forslaget blev dog forkastet ved andenbehandlingen i Folketinget i maj 2021, hvor 17 medlemmer stemte for forslaget (Radikale, Enhedslisten, Alternativet, Kristendemokraterne og Uffe Elbæk) og 78 imod (Socialdemokratiet, Venstre, Dansk Folkeparti, Socialistisk Folkeparti, Konservative, Nye Borgerlige, Liberal Alliance og Inger Støjberg).

## Årlige lister over udsatte boligområder siden 2010
- Liste over særligt udsatte boligområder pr. oktober 2010 - 29 områder Arkiveret 6. januar 2022 hos  Wayback Machine
- Liste over særligt udsatte boligområder pr. 1. oktober 2011 - 28 områder Arkiveret 6. januar 2022 hos  Wayback Machine
- Liste over særligt udsatte boligområder pr. 1. oktober 2011 - 33 områder Arkiveret 27. december 2021 hos  Wayback Machine
- Liste over særligt udsatte boligområder pr. 1. oktober 2013, udarbejdet ifølge oprindelige kriterier - 40 områder Arkiveret 6. januar 2022 hos  Wayback Machine
- Liste over særligt udsatte boligområder pr. 1. februar 2014, udarbejdet efter nye kriterier - 33 områder Arkiveret 7. januar 2022 hos  Wayback Machine
- Liste over særligt udsatte boligområder pr. 1. december 2014 - 31 områder Arkiveret 6. januar 2022 hos  Wayback Machine
- Liste over ghettoområder pr. 1. december 2015 - 25 områder Arkiveret 6. januar 2022 hos  Wayback Machine
- Liste over ghettoområder pr. 1. december 2016 - 25 områder Arkiveret 6. januar 2022 hos  Wayback Machine
- Liste over ghettoområder pr. 1. december 2017 - 22 områder Arkiveret 6. januar 2022 hos  Wayback Machine
- Nye ghettokriterier maj 2018 - 55 udsatte områder, 30 ghettoområder og 16 hårde ghettoområder
- Liste over ghettoområder pr. 1. december 2018 - 43 udsatte områder, 29 ghettoområder og 15 hårde ghettoområder Arkiveret 21. oktober 2020 hos  Wayback Machine
- Liste over ghettoområder pr. 1. december 2019 - 40 udsatte områder, 28 ghettoområder og 15 hårde ghettoområder Arkiveret 11. november 2020 hos  Wayback Machine
- Liste over ghettoområder pr. 1. december 2020 - 25 udsatte områder, 15 ghettoområder og 13 hårde ghettoområder Arkiveret 6. januar 2022 hos  Wayback Machine
- Lister over udsatte områder mv. pr. 1. december 2021 - 62 forebyggelsesområder, 20 udsatte områder, 12 parallelsamfund og 10 omdannelsesområder Arkiveret 6. januar 2022 hos  Wayback Machine
- Lister over udsatte områder mv. pr. 1. december 2022 - 67 forebyggelsesområder, 17 udsatte områder, 10 parallelsamfund og 9 omdannelsesområder Arkiveret 2. december 2022 hos  Wayback Machine
- Lister over udsatte områder mv. pr. 1. december 2023 - 56 forebyggelsesområder, 19 udsatte områder, 12 parallelsamfund og 7 omdannelsesområder
- Lister over udsatte områder mv. pr. 1. december 2024 - 63 forebyggelsesområder, 12 udsatte områder, 8 parallelsamfund og 8 omdannelsesområder

## Øvrige eksterne henvisninger
- Programbestyrelsen for dialog og balance i udsatte boligområder: Fra udsat boligområde til hel bydel, Programstyrelsen 2008; Arkiveret 8. oktober 2010 hos  Wayback Machine ISBN 978-87-92275-84-4
- Hvem er på listen over udsatte boligområder (den tidligere 'ghettolisten') 2021? BL - Danmarks Almene Boliger om de særligt udsatte almene boligområders historie